# Saccharomyces cerevisiae
Saccharomyces cerevisiae är den vanligaste arten av jästsvamp och har använts sedan urminnes tider, både till bakning och bryggning. Den är encellig, äggformad och 5-10 mikrometer lång. Den förökar sig genom knoppning.
Den första jästen som människan använde kom troligtvis från skalet på vindruvor. Man kan se jästen som en del av det mycket tunna vita lager som finns utanpå dessa och liknande frukter. Särskilt bra syns det på mörka varianter.
Jästsvampen är troligtvis den mest utforskade eukaryota organismen. Den spelar samma viktiga roll som modellorganism för studier av eukaryota celler som Escherichia coli gör för studier av prokaryota celler. Artens genom är ca 12 Mb långt och innehåller cirka 6 300 gener.
Ett samarbete av ungefär 100 laboratorier fastställde 1996 artens genom.